# تروبریج، کالیفرنیا
تروبریج (به انگلیسی: Trowbridge) یک منطقهٔ مسکونی در ایالات متحده آمریکا است که در شهرستان سوتر، کالیفرنیا واقع شده‌است. تروبریج ۱۷٫۴۷۴ کیلومتر مربع مساحت و ۲۲۶ نفر جمعیت دارد و ۱۵٫۸۵ متر بالاتر از سطح دریا واقع شده‌است.